# Bernard Collomb
Bernard Marie François Alexandre Collomb-Clerc (ur. 7 października 1930 w Annecy, zm. 19 września 2011 w La Colle-sur-Loup) – francuski kierowca wyścigowy. Uczestniczył w sześciu Grand Prix Formuły 1, startując wynajętymi Cooperami i Lotusami. Jego najlepszym rezultatem było dziesiąte miejsce w Grand Prix Niemiec 1963.

## Wyniki w Formule 1
| Legenda oznaczeń w tabelach wyników Wyświetl szablon na nowej stronie | Legenda oznaczeń w tabelach wyników Wyświetl szablon na nowej stronie                                                                     |
| Oznaczenie                                                            | Wyjaśnienie |
| --------------------------------------------------------------------- | --- |
| Złoty                                                                 | Zwycięzca lub mistrzostwo |
| Srebrny                                                               | 2. miejsce lub wicemistrzostwo |
| Brązowy                                                               | 3. miejsce lub II wicemistrzostwo |
| Zielony                                                               | Ukończył, punktował (w klasyfikacji generalnej, gdy zdobył co najmniej jeden punkt na przestrzeni sezonu, poza trzema powyższymi opcjami) |
| Niebieski                                                             | Ukończył, nie punktował (w klasyfikacji generalnej, gdy nie zdobył co najmniej jednego punktu na przestrzeni sezonu)                      |
| Czerwony                                                              | Nie zakwalifikował się (NZ) |
| Czerwony                                                              | Nie prekwalifikował się (NPK) |
| Różowy                                                                | Nie ukończył (NU) |
| Różowy                                                                | Niesklasyfikowany (NS) (w klasyfikacji generalnej, gdy nie został sklasyfikowany w żadnym wyścigu sezonu)                                 |
| Czarny                                                                | Zdyskwalifikowany (DK) |
| Czarny                                                                | Wykluczony (WYK/EX) |
| Biały                                                                 | Nie wystartował (NW) |
| Biały                                                                 | Kontuzjowany (K/INJ) |
| Biały                                                                 | Wyścig odwołany (OD/C) |
| Bez koloru                                                            | Został wycofany (WYC/WD) |
| Bez koloru                                                            | Nie przybył (NP/DNA) |
| Bez koloru                                                            | Nie brał udziału w treningach (NT/DNP) |
| Bez koloru                                                            | Nie został zgłoszony (–) |
| Pogrubienie                                                           | Start z pole position |
| Kursywa                                                               | Najszybsze okrążenie wyścigu |
| †                                                                     | Nie ukończył, ale jego rezultat został zaliczony ze względu na przejechanie więcej niż 90% dystansu wyścigu.                              |
| *                                                                     | Sezon w trakcie |
| 1/2/3                                                                 | Punktowana pozycja w sprincie kwalifikacyjnym                                                                                             |
| Lista systemów punktacji Formuły 1                                    | |

| Rok  | Zespół          | Samochód   | Silnik    | 1      | 2   | 3   | 4      | 5   | 6      | 7   | 8   | 9   | 10  | Msc. | Pkt. |
| ---- | --------------- | ---------- | --------- | ------ | --- | --- | ------ | --- | ------ | --- | --- | --- | --- | ---- | ---- |
| 1961 | Bernard Collomb | Cooper T53 | Climax R4 | MCO    | NLD | BEL | FRA NU | GBR | DEU NS | ITA | USA |     |     | –    | 0    |
| 1962 | Bernard Collomb | Cooper T53 | Climax R4 | NLD    | MCO | BEL | FRA    | GBR | DEU NU | ITA | USA | ZAF |     | –    | 0    |
| 1963 | Bernard Collomb | Lotus 24   | Climax V8 | MCO NZ | BEL | NLD | FRA    | GBR | DEU 10 | ITA | USA | MEX | ZAF | –    | 0    |
| 1964 | Bernard Collomb | Lotus 24   | Climax V8 | MCO NZ | NLD | BEL | FRA    | GBR | DEU    | AUT | ITA | USA | MEX | –    | 0    |